# Mausam (film, 1975)
Pour les articles homonymes, voir Mausam.
Pour plus de détails, voir Fiche technique et Distribution.
Mausam est un film indien réalisé par Gulzar, sorti en 1975.

## Fiche technique
- Titre : Mausam
- Réalisation : Gulzar
- Scénario : Gulzar, Kamleshwar et Bhushan Banmali d'après L'Arbre de Judas de A. J. Cronin
- Musique : Madan Mohan
- Pays d'origine : Inde
- Genre : Film dramatique
- Date de sortie : 1975

## Distribution
- Sanjeev Kumar : Dr. Amarnath Gill
- Sharmila Tagore : Chanda / Kajli
- Om Shivpuri : Harihar Thapa
- Satyendra Kapoor